# The Leek Vol. 8
The Leek Vol. 8 è il trentaseiesimo mixtape del rapper statunitense Chief Keef, pubblicato il 26 luglio 2019 dalle etichette discografiche Glo Gang e RBC Records.

## Tracce
1. PT's – 3:34
2. I Ain't Think – 2:57
3. Roadrunner – 1:39
4. Ain't Even Know – 3:19
5. Don't Love Her – 2:04
6. Shifu – 3:56
7. True – 3:31
8. Bag – 3:19
9. Doin It – 2:40
10. Runnin – 2:39
11. Know She Does – 2:14
12. Haten – 3:28